# Liste von Malern/W
Die folgende Liste führt möglichst umfassend Maler aller Epochen auf.
Die Liste ist soweit vorhanden alphabetisch nach Nachnamen geordnet.

## Wa…
Wach, Aloys (1892–1940), Österreich
Wach, Karl Wilhelm (1787–1845), Deutschland
Wachenhusen, Friedrich (1859–1925), Deutschland
Wächter, Eberhard von (1762–1852), Deutschland
Wachter, Emil (1921–2012), Deutschland
Wacker, Rudolf (1893–1939), Österreich
Wadsworth, Edward (1889–1949), Vereinigtes Königreich
Wagenbrett, Norbert (* 1954), Deutschland
Wagler, Karl (1887–1975), Deutschland
Wagner, Fritz (1896–1939), Deutschland
Wagner, Hannes H. (1922–2010), Deutschland
Wagner, Hans Anthon (* 1945), Deutschland
Wagner, Sándor (1838–1919), Österreich-Ungarn
Wagner, Valentin (um 1610–1655), Deutschland
Wais, Alfred (1905–1988), Deutschland
Walde, Alfons (1891–1958), Österreich
Waldmann, Kaspar (1657–1720)
Waldmüller, Ferdinand Georg (1793–1865), Österreich, Romantik
Waldschmidt, Arnold (1873–1958), Deutschland
Waldschmidt, Olga (1898–1972), Deutschland
Wallat, Paul (1879–1966), Deutschland
Wallis, Alfred (1855–1942), Vereinigtes Königreich
Walscapelle, Jacob van (1644–1727), Niederlande
Walser, Karl (1877–1943), Schweiz
Walter, Horst (1936–2012), Deutschland, Mauerspecht, Action Painting
Walther, Emmi (1860–1936), Deutschland, Symbolismus
Walther von Kolberg, Hermann (nachweisbar zwischen 1305 und 1341)
Waltner, Charles Albert (1846–1925), Frankreich, Kupferstecher
Walton, Lee (* 1974), USA
Wandrey, Petrus (1939–2012), Deutschland, Digitalisat
Wang E (um 1500), China
Wang Hui (1632–1717), China
Wang Meng (1308–1385), China
Wang Wei (699/701–759/761), China
Wang Yuanqi (1642–1715), China
Wans, Paul (* 1957), Deutschland
Wappers, Gustave (1803–1874), Belgien
Ward, Edward Matthew (1816–1879), Großbritannien
Ward, James (1769–1859), Großbritannien, Romantik
Warhol, Andy (1928–1987), USA, Pop Art
Wassenbergh, Elisabeth Geertruida (1729–1781), Niederlande
Waring, Laura Wheeler (1887–1948), USA
Wäschle, Raimund (1956–2019), Deutschland
Waser, Anna (1678–1714), Schweiz, Manierismus
Wasnezow, Apollinari Michailowitsch (1856–1933), Russland
Wasnezow, Wiktor Michailowitsch (1848–1926), Russland
Wassmer, Ricco, eigentlich Erich Hans Wassmer (1915–1972), Schweiz
Watelet, Louis Etienne (1780–1866), Frankreich, Romantik
Waterhouse, John William (1849–1917), Großbritannien, Präraffelismus
Waterloo, Anthonie (1598–1670), Niederlande, Barock
Watteau, Antoine (1684–1721), Frankreich, Rokoko
Watts, George Frederic (1817–1904), Großbritannien, Präraffelismus und Symbolismus
Wauer, William (1866–1962), Deutschland
Wauters, Emile (1846–1933), Belgien, Romantik

## We… bis Wh…
Webb, James (1825–1895)
Weber, A. Paul (1893–1980), Deutschland
Weber, August (1817–1873), Deutschland
Weber, Carl (1896–1978)
Weber, Peter (* 1944)
Weber, Theodor Alexander (1838–1907), Deutschland
Weber, Thomas H. (1960–2006), Deutschland
Weber, Vincent (1902–1990), Deutschland
Weber, Werner (1892–1977), Schweiz
Weber-Wien, Manfred (* 1969), Österreich
Websky, Wolfgang von (1895–1992), Deutschland
Wechtlin, Johannes (* 1485), Deutschland
Wedekind, Johann Heinrich (1674–1736)
Weeke, Ingeborg (1905–1985), Dänemark
Weenix, Jan (1642–1719), Niederlande, Barock
Weenix, Jan Baptist (1621–1660), Niederlande, Barock
Wegmann, Bertha (1847–1926), Dänemark
Wegmayr, Sebastian (1776–1857), Österreich
Wegner, Erich (1899–1980), Deutschland
Wegner, Kurt (1908–1985), Deutschland
Wehr, Peter (* 1934), Deutschland
Wei, Guo (* 1960), China
Weidemann, Friedrich Wilhelm (1668–1750), Preußen
Weidemann, Magnus (1880–1967), Deutschland
Weidenbach, Dieter M. (* 1945), Deutschland
Weidenbach, Helga G. (1938–1996), Deutschland
Weidenhaus, Elfriede (1931–2023), Deutschland
Weidner, Johann (um 1628–1706)
 Weidner, Josef (* 1958), Deutschland
Weight, Carel (1907–1990)
Weigl, Petr (* 1970), England
Weiler, Max (1910–2001), Österreich
Weingärtner, Pedro (1853–1929), Brasilien
Weinhold, Georg (1813–1880), Deutschland
Weinhold, Kurt (1896–1965), Deutschland
Weinmair, Karl (1906–1944), Deutschland
Weirotter, Franz Edmund (1733–1771), Österreich
Weischer, Matthias (* 1973), Deutschland, Neue Leipziger Schule
Weiser, Joseph Emanuel (1847–1911), Deutschland
Weisgerber, Albert (1878–1915), Deutschland
Weiß, Emil Rudolf (1875–1942), Deutschland
Weiss, Franz (1921–2014), Österreich
Weiß, Hedwig (1860–1923), Deutschland
Weiß, Joseph (1487/88–nach 1565)
Weiß, Marx (vor 1518–1580)
Weiss, Max (1884–1954), Deutschland
Weissenbruch, Jan (1822–1880), Niederlande
Weissenbruch, Johan Hendrik (1824–1903), Niederlande
Weissenkircher, Hans Adam (1646–1695)
Weitsch, Friedrich Georg (1758–1828)
Weitsch, Johann Anton August (1762–1841)
Weitsch, Pascha Johann Friedrich (1723–1803)
Welliver, Neil (1929–2005), USA
Wemaëre, Pierre (1913–2010), Frankreich
Wen Tong (1018–1079), China
Wen Zhengming (1470–1559), China
Wendland, Gerhard (1910–1986), Deutschland
Wendlandt, Kurt (1917–1998), Deutschland
Wenglein, Joseph (1845–1919), Deutschland
Wentzel, Johann Friedrich (1670–1729), Deutschland
Wentzel der Jüngere, Johann Friedrich (1709–1782), Deutschland
Werdehausen, Hans (1910–1977), Deutschland
Werefkin, Marianne von (1860–1938), Russland, Expressionismus
Wereschtschagin, Wassili Wassiljewitsch (1842–1904), Russland
Werfel, Gina (* 1951), USA
Werff, Adriaen van der (1659–1722), Niederlande, Barock
Wernecke, Franz (1906–1989), Deutschland
Werner, Anton von (1843–1915), Deutschland
Werner, Fritz (1827–1908), Deutschland
Werner, Eberhard (1924–2002), Deutschland
Werner, Joseph (1637–1710), Schweiz
Werner, Theodor (1886–1969), Deutschland
Werner, Woty (1903–1971), Deutschland
Wertinger, Hans (ca. 1470–1533), Deutschland
Weschke, Karl (1925–2005), Deutschland
Wesley, John (1928–2022), USA, Pop-Art
Wesselmann, Tom (1931–2004), USA, Pop-Art
West, Benjamin (1738–1820), Großbritannien
Westermayr, Conrad (1765–1834), Deutschland
Westhoff, Clara (1878–1954), Deutschland
Westphalen, Gräfin Aloysia "Wisa" von (1910–1993)
Wetlesen, Wilhelm (1871–1925), Norwegen
Wetterauer, Herbert (* 1957), Deutschland
Wetzel, Ines (1872–1938)
Wever, Tamis (1937–2004), Niederlande
Weyden, Goossen van der (um 1465–nach 1538), Niederlande
Weyden, Pieter van der (1437–nach 1514), Niederlande
Weyden, Rogier van der (1399–1464), Niederlande, Renaissance
Whistler, James Abbott McNeill (1834–1903), USA
Whiteley, Brett (1939–1992), Australien

## Wi…
Wichmann, Julius (* 1894)
Wicht, John von (1888–1970), Deutschland/USA
Wickenburg, Alfred (1885–1978), Österreich
Wider, Wilhelm (1818–1884), Deutschland
Widmer, Hermann (1871–1940)
Wiebel, Centurio (1616–1684), Kursachsen
Wieczorek, Eva Janina (* 1951), Deutschland
Wiedemann, Guillermo (1905–1969), Deutschland/Kolumbien
Wiedemann, Otto (1869–1957), Berlin
Wiegele, Franz (1887–1944), Österreich
Wieger, Wilhelm (1890–1964)
Wieghardt, Paul (1897–1969), Deutschland
Wieghorst, Olaf (1899–1988), Dänemark/USA
Wiemken, Walter Kurt (1907–1940), Schweiz
Wiener, Wolfgang W. (* 1946)
Wienert, Carl Heinz (1923–1963), Deutschland
Wientzek, Richard (* 1970), Deutschland
Wiertz, Antoine Joseph (1806–1865), Belgien
Wiethüchter, Gustav (1873–1946), Deutschland
Wigand, Albert (1890–1978), Deutschland
Wijnants, Jan (um 1632–1672), Niederlande
Wijsmuller, Jan Hillebrand (1855–1925)
Wilberg, Christian (1839–1882), Deutschland
Wilde, August (1881–1950), Deutschland
Wildenhahn, Frank (* 1962)
Wildens, Jan (1586–1653), Flandern
Wildhagen, Fritz (1878–1956), Deutschland
Wiley, William (1937–2021), USA
Wilhelm von Köln, Deutschland
Wilhelm, Paul (1886–1965), Deutschland
Wiljams, Petr (1902–1947)
Wilkie, Sir David (1785–1841)
Wille, August von (1828–1887), Deutschland
Wille, Clara von (1838–1883), Deutschland
Wille, Fritz von (1860–1941), Deutschland
Willems, Florent (1823–1905)
Willers, Ernst (1802–1880)
Willink, Carel (1900–1983), Niederlande
Wills, William Gorman (1828–1891), Irland
Willmann, Michael (1630–1706), Deutschland
Willumsen, Jens Ferdinand (1863–1958), Dänemark
Wilson, Richard (1714–1782), Großbritannien
Wimar, Carl (1828–1862)
Winck, Joseph Gregor (1710–1781)
Winckel, Richard (1870–1941), Deutschland
Wind, Gerhard (1928–1992), Deutschland
Windisch, Gerhard (1895–1961)
Winkler, Fritz (1894–1964), Deutschland
Winkler, Hans (1919–2000), Deutschland
Winter, Fritz (1905–1976), Deutschland
Winterhalter, Franz Xaver (1805–1873), Deutschland
Winterhalter, Hermann Fidel (1808–1891), Deutschland
Winternitz, Adolfo (1906–1993), Österreich/Peru
Wisinger-Florian, Olga (1844–1926), Österreich
Wislicenus, Hermann (1825–1899), Deutschland
Wissel, Adolf (1894–1973), Deutschland
Wisseman-Widrig, Nancy (* 1929)
Witkiewicz, Stanisław Ignacy (1885–1939), Polen
Witsen, Willem (1860–1923), Niederlande
Witte, Emanuel de (1616–1692), Niederlande
Witte, Pieter de (1548–1628)
Wittenbecher, Curt (1901–1978), Deutschland
Wittich, Heinrich (1816–1887), Deutschland
Wittig, Arthur (1894–1962)
Witting, Walther (1864–1940), Deutschland
Wittmann, Josef (1880–1968), Deutschland
Wittmann, Karoline (1913–1978), Deutschland
Witz, Emanuel (1717–1797), Schweiz
Witz, Konrad (1410–1446)

## Wo… bis Wy…
Wohlers, Julius (1867–1953), Deutschland
Wohlfahrt, Fredrik (1837–1909), Schweden
Wohlhaupter, Emanuel (1683–1756)
Wolcker, Johann Georg (1700–1766)
Wolf, Caspar (1735–1783), Schweiz
Wolf, Franz Xaver (1896–1990)
Wolf, Gustav (1887–1947), Deutschland
Wolf, Karl Anton (1908–1989), Österreich
Wolff, Andreas (1652–1716)
Wolff, Hans (um 1480–1542)
Wolff, Willy (1905–1985) DDR Pop-Art
Wolff-Maage, Hugo (1866–1947)
Wolfgang, Alexander (1894–1970)
Wolfthorn, Julie (1864–1944), Deutschland
Wolgemut, Michael (1434–1519)
Wollheim, Gert Heinrich (1894–1974)
Wols, eigentlich Alfred Otto Wolfgang Schulze (1913–1951)
Wolvecamp, Theo, (1925–1992)
Womacka, Walter (1925–2010),
Wonder, Wolf (* 1947), Deutschland
Wong, Martin (1946–1999), USA
Wood, Grant (1891–1942)
Woodbury, Charles H. (1864–1940)
Woodward, Mabel May (1877–1945)
Wool, Christopher (* 1955)
Worms, Jules (1832–1924)
Wörn, Walter (1901–1963)
von Wörndle, August (1829–1902)
Wostry, Carlo (1865–1943), Italien
Woty (Woty Werner) (1903–1971), Deutschland
Wou-Ki, Zao (1920–2013), China
Wouwerman, Philips (1619–1668), Niederlande
Woyski, Klaus von (1931–2017) Deutschland
Woytasik, Natalia E. (* 1967), Deutschland
Wraske, Johann Christian (1817–1896), Deutschland, Porträt- und Historienmaler
Wright, Richard (* 1960), Großbritannien
Wright (of Derby), Joseph (1734–1797)
Wtewael, Joachim (1566–1638), Niederlande
Wu Bin († 1620er Jahre), China
Wu Changshuo (1844–1927), China
Wu Guanzhong (1919–2010), China
Wucherer, Egon (1917–2014), Österreich
Wuchters, Abraham (1608–1682)
Wudl, Tom (* 1948), USA
Wulff, Burchard (um 1620–1701)
Wunderlich, Paul (1927–2010), Deutschland
Wunsch, Axel (* 1941), Deutschland
Würfel, Wolfgang (1932–2025), Deutschland
Württemberg, Diane Herzogin von (* 1940)
Wüsten, Johannes (1896–1943), Deutschland
Wutky, Michael (1739–1822), österreichischer Landschaftsmaler
Wyck, Thomas (1616–1677), Niederlande
Wyeth, Andrew (1917–2009), USA
Wyeth, Jamie (* 1946)
Wyeth, N. C. (1882–1945), USA
Wylie, Trish, England
Wylsynck, Heinrich (3. Viertel 15. Jahrhundert–1533)
Wynter, Bryan (1915–1975), Großbritannien
Wytsman, Juliette (1866–1925), Belgien